# Kelly Rowland
Kelendria Trene (Kelly) Rowland (Atlanta, 11 februari 1981) is een Amerikaanse zangeres en actrice.

## Biografie
Ze vormde samen met Beyoncé Knowles en Michelle Williams de Amerikaanse R&B-groep Destiny's Child. Rowland was een van de eerste leden, samen met Beyoncé en voormalige leden van de groep LeToya Luckett en LaTavia Roberson.
Tussen 1997 en 2005 scoorde de groep vele hits zoals No, no, no, Survivor en Soldier. In 2005 besloot Destiny's Child definitief uit elkaar te gaan na hun laatste album Destiny Fulfilled. Eerder maakten alle drie de zangeressen al in 2002 en 2003 solo-uitstapjes. Rowland scoorde toen een wereldhit met Dilemma, een duet met Nelly. Daarna volgde haar album Simply deep, waarvan de single Stole eveneens een aardig succes werd.
Rowlands tweede solo-album, genaamd Ms. Kelly, verscheen in 2007. De eerste single werd aangekondigd als Gotsta go, maar dit werd veranderd naar de single Like this, een samenwerking met rapster Eve. In 2009 scoorde Rowland twee grote hits met Breathe gentle (een duet met Tiziano Ferro) en vooral When love takes over (met David Guetta).
Op 18 mei 2010 verscheen de single Commander, als voorloper op haar album Here I am. In september 2010 volgden de singles Rose colored glasses en Forever and a day.
Naast haar zangcarrière is Rowland ook actief als actrice. Haar acteerdebuut maakte ze in de Amerikaanse komedie The Hughleys en ook speelde ze onder meer in de horrorfilm Freddy vs. Jason.
Samen met Isaac Mizrahi presenteerde Rowland in 2009 het televisieprogramma The Fashion Show. Verder was ze als jurylid verbonden aan de televisieshow The X Factor, zowel in de Britse versie (2011) als in de Amerikaanse versie (2013).
In 2013 bracht Rowland haar vierde studioalbum uit, getiteld Talk a good game. Hiervoor werkte ze ook weer samen met Knowles en Williams.

### Privé
Rowland is getrouwd en heeft 2 zoons.

## Discografie

### Albums
| Album met eventuele hitnotering(en) in de Nederlandse Album Top 100 | Datum van verschijnen | Datum van binnenkomst | Hoogste positie | Aantal weken | Opmerkingen |
| ------------------------------------------------------------------- | --------------------- | --------------------- | --------------- | ------------ | ----------- |
| Simply deep                                                         | 10-02-2003            | 15-02-2003            | 16              | 18           |             |
| Ms. Kelly                                                           | 22-06-2007            | 30-06-2007            | 61              | 2            |             |
| Here I am                                                           | 26-07-2011            | -                     |                 |              |             |

| Album met hitnotering(en) in de Vlaamse Ultratop 200 albums | Datum van verschijnen | Datum van binnenkomst | Hoogste positie | Aantal weken | Opmerkingen |
| ----------------------------------------------------------- | --------------------- | --------------------- | --------------- | ------------ | ----------- |
| Simply deep                                                 | 2003                  | 22-02-2003            | 33              | 3            |             |
| Ms. Kelly                                                   | 2007                  | 07-07-2007            | 76              | 6            |             |
| Talk a good game                                            | 2013                  | 29-06-2013            | 100             | 1            |             |

### Singles
| Single met eventuele hitnotering(en) in de Nederlandse Top 40 | Datum van verschijnen | Datum van binnenkomst | Hoogste positie | Aantal weken | Opmerkingen                                                  |
| ------------------------------------------------------------- | --------------------- | --------------------- | --------------- | ------------ | ------------------------------------------------------------ |
| Dilemma                                                       | 25-06-2002            | 19-10-2002            | 1(7wk)          | 18           | met Nelly / Nr. 1 in de Single Top 100 / Alarmschijf         |
| Stole                                                         | 20-12-2002            | 25-01-2003            | 8               | 12           | Nr. 10 in de Single Top 100 / Alarmschijf                    |
| Can't nobody                                                  | 18-03-2003            | 03-05-2003            | 16              | 5            | Nr. 24 in de Single Top 100                                  |
| Train on a track                                              | 04-08-2003            | 13-09-2003            | tip16           | -            | Nr. 83 in de Single Top 100                                  |
| Like this                                                     | 13-03-2007            | 09-06-2007            | tip6            | -            | met Eve / Nr. 85 in de Single Top 100                        |
| Work                                                          | 21-01-2008            | 22-03-2008            | 18              | 8            | Freemasons mix / Nr. 14 in de Single Top 100                 |
| Daylight                                                      | 03-05-2008            | 28-06-2008            | tip15           | -            | met Travis McCoy                                             |
| Breathe gentle                                                | 20-02-2009            | 25-04-2009            | 9               | 10           | met Tiziano Ferro / Nr. 7 in de Single Top 100 / Alarmschijf |
| When love takes over                                          | 21-04-2009            | 16-05-2009            | 2               | 22           | met David Guetta / Nr. 5 in de Single Top 100                |
| Commander                                                     | 17-05-2010            | 04-09-2010            | 33              | 4            | met David Guetta / Nr. 66 in de Single Top 100               |
| Invincible                                                    | 27-12-2010            | 12-02-2011            | tip13           | -            | met Tinie Tempah                                             |
| What a feeling                                                | 22-04-2011            | 18-06-2011            | 27              | 6            | met Alex Gaudino / Nr. 66 in de Single Top 100               |
| One life                                                      | 13-05-2013            | 15-06-2013            | tip20           | -            | met Madcon                                                   |

| Single met hitnotering(en) in de Vlaamse Ultratop 50 | Datum van verschijnen | Datum van binnenkomst | Hoogste positie | Aantal weken | Opmerkingen                            |
| ---------------------------------------------------- | --------------------- | --------------------- | --------------- | ------------ | -------------------------------------- |
| Dilemma                                              | 25-06-2002            | 02-11-2002            | 1(6wk)          | 21           | met Nelly / Nr. 1 in de Radio 2 Top 30 |
| Stole                                                | 20-12-2002            | 08-02-2003            | 17              | 7            | Nr. 12 in de Radio 2 Top 30            |
| Can't nobody                                         | 18-03-2003            | 07-06-2003            | 46              | 3            |                                        |
| Train on a track                                     | 04-08-2003            | 27-09-2003            | tip16           | -            |                                        |
| Like this                                            | 13-03-2007            | 11-08-2007            | 50              | 1            | met Eve                                |
| Work                                                 | 21-01-2008            | 08-03-2008            | tip3            | -            | Freemasons mix                         |
| When love takes over                                 | 21-04-2009            | 23-05-2009            | 2               | 23           | met David Guetta                       |
| Commander                                            | 17-05-2010            | 19-06-2010            | tip2            | -            | met David Guetta                       |
| Forever and a day                                    | 20-09-2010            | 23-10-2010            | tip40           | -            |                                        |
| What a feeling                                       | 22-04-2011            | 02-07-2011            | 32              | 6            | met Alex Gaudino                       |
| Down for whatever                                    | 26-10-2011            | 12-11-2011            | tip60           | -            | met The WAV.s                          |
| One life                                             | 13-05-2013            | 15-06-2013            | tip7            | -            | met Madcon                             |

### NPO Radio 2 Top 2000
Van Kelly Rowland stond alleen When Love Takes Over (met David Guetta) in 2014 in de NPO Radio 2 Top 2000, op plek 1879.

## Filmografie
*Exclusief eenmalige gastrollen
- Beverly Hood (1999)
- The Hughleys (2002) (televisieserie)
- Freddy vs. Jason (2003)
- American Dreams (2003) (televisieserie)
- The Seat Filler (2004)
- Girlfriends (2006) (televisieserie)
- Think Like a Man (2012)
- Empire (2015-2016) (televisieserie)
- Black Is King (2020)
- The Curse of Bridge Hollow (2022)